# Lingue latino-falische
Le lingue latino-falische o veneto-latine (anche conosciute come lingue italiche occidentali) sono un gruppo di lingue indoeuropee storicamente attestate nel Lazio, nel Veneto ed in Sicilia. A questo gruppo appartiene anche il latino e quindi tutte le lingue neolatine.

## Descrizione
Inizialmente, gli indoeuropeisti erano stati inclini a postulare, per le varie lingue indoeuropee dell'Italia antica, un'appartenenza a una famiglia linguistica unitaria, parallela per esempio a quella celtica o germanica; caposcuola di questa ipotesi è considerato Antoine Meillet (1866-1936). 
A partire dall'opera di Alois Walde (1869-1924), però, questo schema unitario è stato sottoposto a critica radicale; decisive, in questo senso, sono state le argomentazioni addotte da Vittore Pisani (1899-1990) e, in seguito anche da Giacomo Devoto (1897-1974), che ha postulato l'esistenza di due distinti rami indoeuropei nei quali è possibile inscrivere le lingue italiche. Variamente riformulate negli anni successivi alla seconda guerra mondiale, le varie ipotesi relative all'esistenza di due diverse famiglie indoeuropee si sono definitivamente imposte, anche se i tratti specifici che le separano o che le avvicinano, nonché i processi esatti di formazione e di penetrazione in Italia, restano oggetto di ricerca da parte della linguistica storica.
Le lingue latino-falische, talvolta conosciute anche come "italiche occidentali", od italo-falische, erano:
- Lingua falisca, parlata nella zona intorno a Falerii Veteres (la moderna Civita Castellana) a nord della città di Roma.
- Lingua latina, parlata nell'Italia centro-occidentale, in seguito diffusasi (nella versione specifica del latino parlato a Roma) con le conquiste romane in tutto l'Impero ed oltre.
- Lingua venetica, parlata nell'Italia nord-orientale dai Veneti (non esiste consenso sulla sua classificazione).
- Lingua sicula, parlata nella Sicilia orientale dai Siculi (non esiste consenso sulla sua classificazione, limitatamente attestata).

Il latino, in seguito all'espansione della potenza di Roma, assorbì col tempo le altre lingue, sostituendo il falisco. L'unico componente del gruppo a sopravvivere fu il latino, che si sviluppò, tramite il latino volgare, nelle lingue romanze.